# Cagiva C588
La Cagiva C588 è una moto agonistica della casa Cagiva, il cui nome è formato dall'unione di più lettere e numeri "C", "5" e "88", dove "C" sta per "Cagiva", "5" sta per "500" (come la classe del mondiale e la cilindrata), "88" sta per 1988 (anno in cui è stato portato in gara il modello), questa moto da competizione è infatti prodotta dalla casa di Varese che corse nel motomondiale 1988 con alla guida Randy Mamola con il numero 2 e Raymond Roche con il numero 21.

## Descrizione
Per questa moto si adottò sia le nuove forcelle rovesciate Öhlins da 42 mm per Mamola, mentre Roche preferì proseguire con le Marzocchi da 42 mm tradizionale e con antidive, le ruote inizialmente entrambe da 17", nel corso di stagione la ruota posteriore divenne da 18" e venne rimosso il parafango posteriore.
Al posteriore per l'impianto frenante venne utilizzato solo da Roche il sistema ripartitore di frenata pro-drive per il freno posteriore, la carenatura disegnata da Massimo Tamburini viene costruita in vetroresina e verniciata pesa complessivamente 4 kg risultando anche più snella e sottile rispetto al modello precedente, tale carenatura sarà ripresa con minime modifiche per il modello successivo.
Il forcellone posteriore viene rivisto rispetto al modello precedente diventando asimmetrico ed introduce il concetto del braccio a banana, che poi sarà ripreso dagli altri concorrenti, questa soluzione oltre a permettere l'ottenimento di scarichi più rettilinei, consente anche di abbassare il motore, tra i due piloti vi era una differente lunghezza del forcellone, e di conseguenza della distribuzione dei pesi, per Mamola 54 kg all'anteriore e 46 kg al posteriore, per Roche 54,5 kg all'anteriore e 45,5 kg al posteriore.
Il motore soffri di affidabilità a causa di problemi di dimensionamento degli assi d'accoppiamento dell'albero motore, per cui vennero spostati i cuscinetti di banco, inoltre il raffreddamneto era deficitario e venne poi utilizzato un radiatore a tre strati, il telaio scatolato ha la peculiarità di ospitare le tubazioni dell'impianto di raffreddamento, rimangono gli eccentrici per modificare l'inclinazione dell'avantreno da 21° a 23°30' e avancorsa da 81 a 92 mm e come per il modello precedente non c'è la guida del perno forcellone per spostare il pivot.
Il motore ha sempre due alberi gomito controrotanti, rimane la v da 56° introdotta con il modello precedente, vengono rivisti i cilindri muniti di 5 travasi (4 principali e uno supplementare) e 3 luci di scarico (1 principale e 2 booster), valvole di scarico, carter laterali e accensione elettronica, ora barosensibile, sistemata dietro la strumentazione, con un anticipo che andava da -3° in partenza a +30° ai regimi intermedi, mentre ai regimi massimi era di +5°.

## Effetti sulla produzione di serie
La C589 è stato il modello da cui è stato preso spunto per l'estetica di un modello di produzione stradale, la Cagiva Mito, che ricalca alla perfezione le livree della C588.